# Guilielmus Wyts

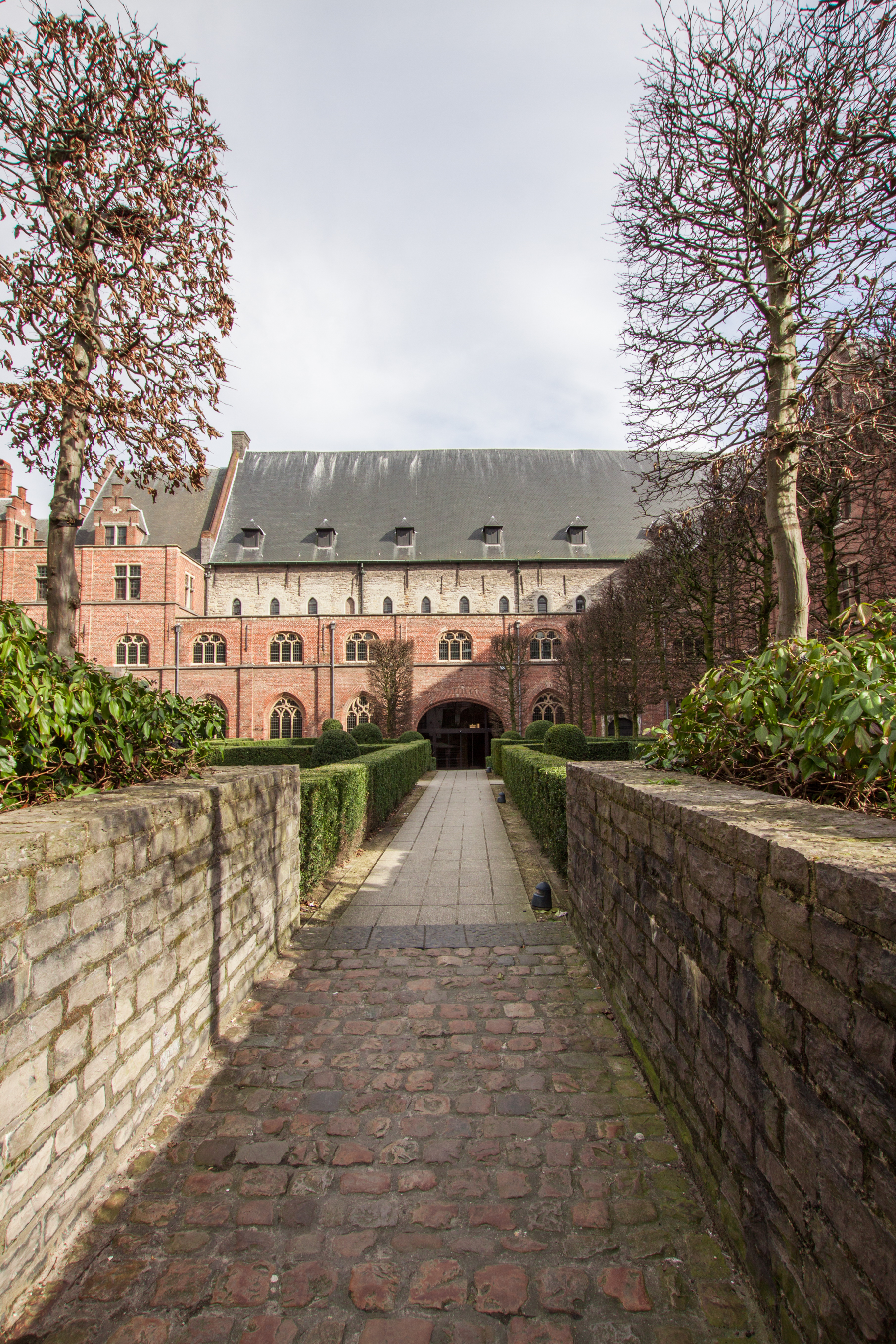
In de afgebroken kerk van Het Pand, Gent, bevond zich het graf van Wyts.

Guilielmus Wyts (? – Gent, 28 december 1641) was jaren rechter en ten slotte voorzitter van de Raad van Vlaanderen, de hoogste rechtbank in Spaans-Vlaanderen.

## Levensloop
Guillelmus Wyts behaalde een doctoraat in de rechten aan de oude universiteit van Leuven. Wat er voordien gebeurde, is onbekend. Hij was werkzaam als advocaat bij de Raad van Vlaanderen, in Gent, hoofdplaats van het graafschap Vlaanderen. In 1588 volgde hij zijn schoonvader Ferdinand Veranneman op als raadsheer (rechter). Van 1588 tot 1625 zetelde hij onafgebroken als raadsheer in deze rechtbank. In 1625 vroeg de landvoogdes der Spaanse Nederlanden, Isabella, aan de Raad wie de nieuwe voorzitter zou worden. Binnen het jaar volgde de benoeming uit Madrid, met de handtekening van koning Filips IV, dat Wyts voorzitter van de Raad van Vlaanderen werd (1626). De Raad had duidelijk gekozen voor de raadsheer met de langste staat van dienst.
Uit de periode van zijn voorzitterschap is een verslag van hem bekend over een diefstal in de Sint-Salvatorkerk in Gent. Wyts rapporteerde aan aartshertogin Isabella. Hij beschreef welke kostbare cibories gestolen werden. Dieven hadden deze in zakdoeken gewikkeld en verstopt op het kerkhof.  Wyts had de 3 dieven laten bestraffen (1632). Hierop feliciteerde Isabella hem met de snelheid van vonnissen van de Raad van Vlaanderen. 
In 1638 werd Wyts begraven in de Dominicanenkerk van Gent, naast zijn echtgenote. Deze kerk bestaat vandaag niet meer; zie Het Pand.